# Bilûr
Bilûr (kurdisch „Flöte“), auch blur, blûr, bulûr, balur, belwêr, ist eine von Kurden hauptsächlich im Südosten der Türkei gespielte Längsflöte aus Holz. Sie ist das traditionelle Melodieinstrument der halbnomadischen Viehhirten und entspricht in der Bauart und in ihrer Funktion in der kurdischen Volksmusik der türkischen Flöte kaval.
Die bilûr ist einteilig, über 50 Zentimeter, üblicherweise etwa 80 Zentimeter lang und besitzt sieben bis acht Fingerlöcher oben und ein Daumenloch unten. Beide Enden sind offen, es gibt kein geformtes Mundstück. Das zylindrische, am unteren Ende etwas weitere Rohr wird aus dem Zweig eines Maulbeer- oder Walnussbaums gefertigt. Der Spieler hält die Flöte steil nach unten und etwas schräg nach einer Seite. Die Lippen umschließen nicht vollständig das Rohr, es entsteht ein weicher Ton mit hohem Rauschanteil.
In mehreren aramäischen Sprachen kommen Abwandlungen der semitischen Konsonantenschreibweisen b-l-r und b-r-l mit dem Wortumfeld „leuchten, Licht ausstrahlen“ vor. Sowohl Syrisch bĕrūlā als auch bĕlūrā werden mit „Kristall, Edelstein“ übersetzt. Mandäisch bilur, bilura, billur bedeutet dasselbe, ferner steht bilura für ein „Blasinstrument, bei dem der Ton durch Atemluft erzeugt wird.“ Die armenische Flöte blul und die kurdische blur hängen sprachlich zusammen. In der Provinz Muş wird unter bülür eine bestimmte Flötenmelodie verstanden. Ein ländlicher Name für die Hirtenflöte in Bitlis lautet bilor. Der Name bilûr beschränkt sich auf den nördlichen, in der Türkei gelegenen Teil Kurdistans. Im kurdischen Teil des Iran ist eine ähnlich lange Flöte aus Eisen verbreitet, die bilûlê asin („Eisenflöte“) oder şimşal genannt wird.
Die bilûr dient zur Begleitung alter Volkslieder, die stran oder im zentralkurdischen Dialekt Sorani goranî genannt werden. Weitere Instrumente für diese Lieder und zur Begleitung von Volkstänzen sind neben der Zylindertrommel dehol (Türkisch davul), der Rahmentrommel def oder selbiger mit Schellenring erbane die Kurzoboe dûdûk (türkisch mey), die Langhalslaute tembûr (eine Form der tanbur), die einfache Streichlaute kemânçe und die hölzerne Kegeloboe zurna. Nach der Tradition sollte jeder kurdische Schäfer eine bilûr bei sich tragen.
Häufig lässt sich der Epensänger dengbêj von einer bilûr begleiten. Die Flöte ist neben der tembûr und der dûdûk ein typisches Begleitinstrument für die getragenen, langgezogenen Melodien Şivan Perwers, einem der bekanntesten kurdischen Sänger.
Weitere Blasinstrumente der kurdischen Volksmusik sind die duzale (andere Schreibweisen juzale, dazale, doozela, düzale), eine etwa 25 Zentimeter lange Doppelklarinette (zemāre) aus zwei miteinander verbundenen Schilfrohren oder Vogelknochen mit jeweils sechs Fingerlöchern und Einfachrohrblättern, sowie die şimşal (auch shimshal), eine lange Rohrflöte im Süden und Osten Kurdistans, ähnlich der in der klassischen türkischen Musik gespielten ney. Die şimşal und die Rahmentrommel def gehören zur zeremoniellen Musik der kurdischen Sufi-Orden.